# Décio Pignatari
Décio Pignatari, né le 20 août 1927 à Jundiaí et mort le 2 décembre 2012 à Sao Paolo, est un poète, essayiste et traducteur brésilien.

## Biographie
Décio Pignatari commence à mener des expériences avec le langage poétique, intégrant des éléments visuels et la fragmentation des mots dans les années 1950. Ces aventures verbales ont abouti au « concrétisme », un mouvement esthétique qu'il a cofondé avec Augusto et Haroldo de Campos, avec qui il a édité les revues Noigandres et Inventions et la Théorie du Concret Poésie (1965). Son œuvre poétique peut également être lue en Poesia Pois e Poesia (poésie parce que c'est la poésie) (1977).
En tant que théoricien de la communication, Pignatari  traduit des ouvrages de Marshall McLuhan. Pignatari publié des traductions de Dante Alighieri, Johann Wolfgang von Goethe et William Shakespeare. Il a également publié le roman Panteros (1992), ainsi qu'une pièce de théâtre, Céu de Lona.